# София Луиза Мекленбург-Шверинская
София Луиза Мекленбург-Шверинская (нем. Sophie Luise, Herzogin zu Mecklenburg-Schwerin; 16 мая 1685, Грабов, Мекленбург — Передняя Померания — 29 июля 1735, Шверин) — герцогиня Мекленбург-Шверина, третья супруга короля Пруссии Фридриха I, вторая королева Пруссии.

## Биография
София Луиза была четвёртым ребёнком и единственной дочерью в семье герцога Фридриха Мекленбургского (известного как принц Грабовский) и ландграфини Кристины Вильгельмины Гессен-Гомбургской. После ранней смерти своего отца принцесса воспитывалась при дворе её старшего брата Фридриха Вильгельма, правившего Мекленбургом из Шверина. София Луиза воспитывалась в лютеранском вероисповедании и обучалась французскому языку и музыке.
София Луиза славилась своими великолепными внешними данными и даже заслужила звание «мекленбургской Венеры». После долгих поисков новой супруги за 23-летнюю красавицу посватался стареющий король Пруссии Фридрих I. Его вторая супруга София Шарлотта умерла в 1705 году, а его единственный сын Фридрих Вильгельм I пока так и не обзавёлся сыном. Третий брак Фридриха I был обусловлен в том числе и династическими причинами. 28 ноября 1708 года в берлинском Городском дворце состоялась блистательная церемония бракосочетания. Но молодой королеве было суждено пребывать в тени славы своей предшественницы, королевы-интеллектуалки Софии Шарлотты, состоявшей в переписке с великими умами того времени. Цель обеспечения престолонаследия также не была выполнена, брак остался бездетным. София Луиза не была готова к окружившим её придворным интригам, ненависти и клевете. Особые беды причиняла Софии Луизе графиня Катарина Кольбе фон Вартенберг, урождённая Риккерс, супруга фактического премьер-министра при короле.
Для Софии Луизы осталась лишь роль заботливой сиделки при больном супруге, которого она всячески пыталась обратить в лютеранство. Поначалу Фридрих позволял ей выполнять представительские функции и сопровождать его везде, а также по вечерам набивать его трубку в основанной им Табачной коллегии. Но со временем её религиозность превратилась под влиянием учения Августа Германа Франке в пиетизм. Королева стала страдать тяжёлыми депрессиями и душевными расстройствами и не могла принимать участия в придворной жизни. Невыносимые ссоры между супругами по поводу того, какая религия «истинная», и всё учащающиеся приступы вынудили короля отказаться от совместной жизни с душевнобольной супругой.
В 1713 году всего за несколько недель до своей смерти Фридрих I отправил Софию Луизу в Шёнвальде-Глин. Его преемник Фридрих Вильгельм I недолго думая вернул больную женщину её родным в Мекленбург. София Луиза умерла в возрасте 50 лет и была похоронена в Шельфской церкви Св. Николая в Шверине.
В берлинском районе Митте о несчастной третьей супруге первого короля Пруссии напоминает церковь Св. Софии.